# Pomnik Bohaterów II Wojny Światowej w Zielonej Górze
Pomnik Bohaterów II Wojny Światowej w Zielonej Górze – pomnik (w okresie PRL pod nazwą Braterstwa Broni) autorstwa poznańskiej artystki Anny Krzymańskiej na Placu Bohaterów. Odsłonięty został 22 lipca 1965.

## Historia
Obecny pomnik jest czwartym kolejnym stojącym na obecnym pl. Bohaterów (po pomnikach cesarza Wilhelma I, marszałka von Hindenburga i – po wojnie – pomniku Wdzięczności Żołnierzom Radzieckim. Obecny pomnik został ustawiony w 1965 jako pomnik Braterstwa Broni.
W 1945 na Placu Bohaterów powstał cmentarz wojskowy. Pochowano na nim 196 żołnierzy Armii Czerwonej poległych podczas zdobywania tych ziem. Pośrodku nekropolii wzniesiono Pomnik Wdzięczności. Monument miał formę obelisku zwieńczonego radziecką gwiazdą, którego strzegły postacie trzech żołnierzy z pepeszami i sztandarem. Początkowo  wokół pomnika ustawione były 4 armaty. Cmentarz zlikwidowano w 1953, sam pomnik przetrwał dłużej. W 1965 roku radziecki Pomnik Wdzięczności zastąpiono nowym, upamiętniającym obok Armii Czerwonej także polskich żołnierzy. Rozpisany na nową formę konkurs wygrał zielonogórski artysta Leszek Krzyszowski, władze zdecydowały się jednak na realizację projektu poznańskiej artystki Anny Krzymańskiej. Pomnik wykonał Tadeusz Dobosz przy współpracy Józefa Rajchela, odsłonięcia monumentu dokonano 22 lipca 1965, w 21. rocznicę powstania Polski Ludowej i 20. powrotu ziem zachodnich do Macierzy. 
Na początku lat 90. zmieniono nazwę monumentu na pomnik Bohaterów II Wojny Światowej, zatarto elementy kojarzące się z Armią Czerwoną na postaciach żołnierzy, a sierp i młot zastąpiono dużym orłem w koronie. W 2012 miasto podjęło uchwałę, zgodnie z którą dodano dodatkowe godło państwowe w górnej części pomnika. Jest to trzeci orzeł, obok istniejącego od początku orła piastowskiego i tego dodanego w latach 90. Pod pomnikiem złożono ziemię ze wszystkich frontów, pojawiła się tablica z napisem Bohaterom II wojny światowej. Tym niemniej aktualny kształt pomnika nadal budzi kontrowersje i zastrzeżenia ze strony środowisk kombatanckich. Mieszkańcy są w tej sprawie podzieleni.

## Opis
Forma wykonanego z bloków piaskowca nawiązuje symbolicznie, zgodnie z duchem epoki, do rękojeści piastowskiego miecza wbitego w prasłowiańską ziemię.